# 埃斯魯姆湖

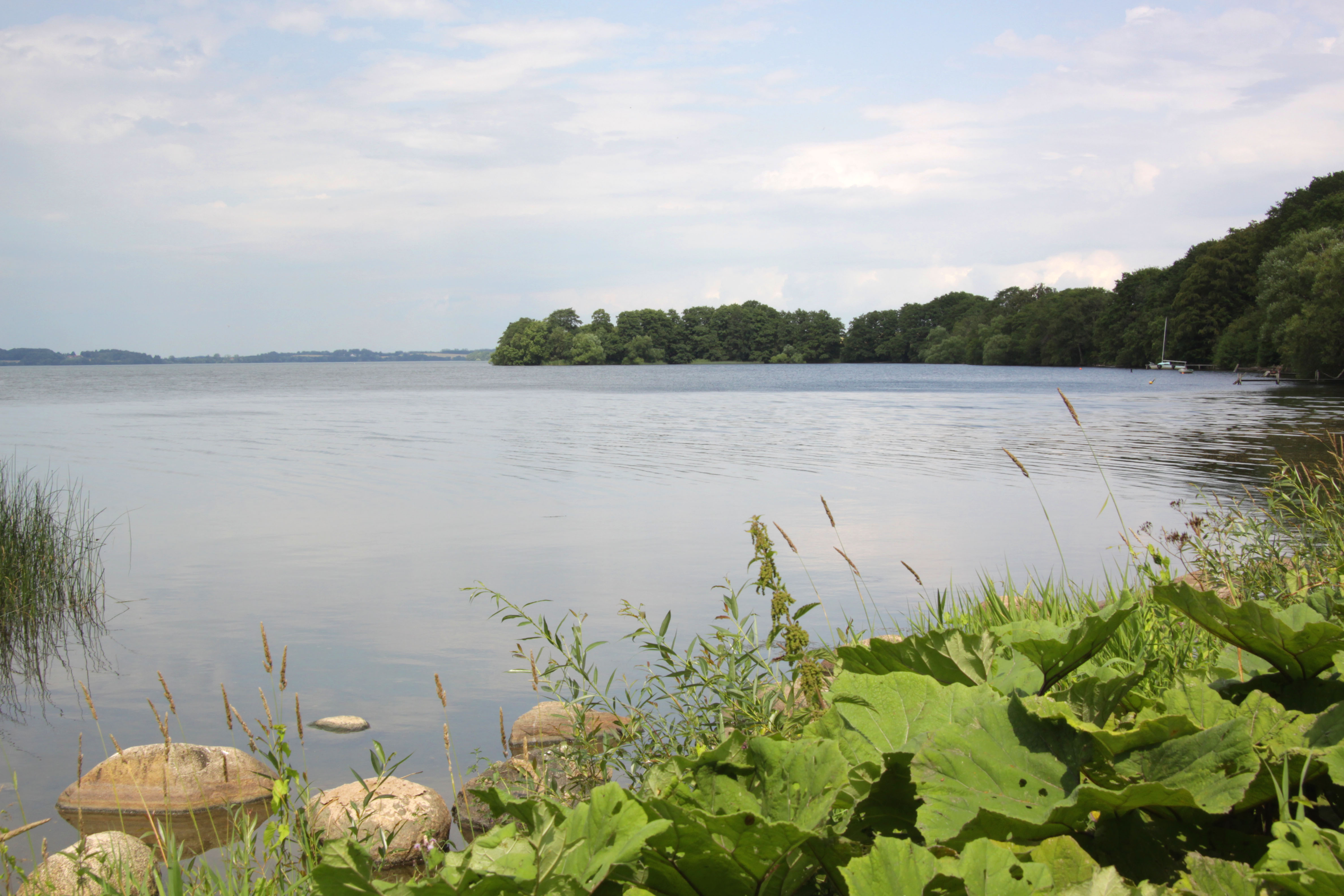
埃斯魯姆湖

埃斯魯姆湖（丹麥語：Esrum Sø）是丹麥的湖泊，由首都大區負責管轄，長8.4公里、寬3.5公里，面積17.29平方公里，集水區面積62平方公里，海拔高度9.4米，平均水深13.5米，最大水深22.53米，蓄水量2.33億立方米。
56°00′14″N 12°22′50″E / 56.00389°N 12.38056°E